# Malonyai tuja

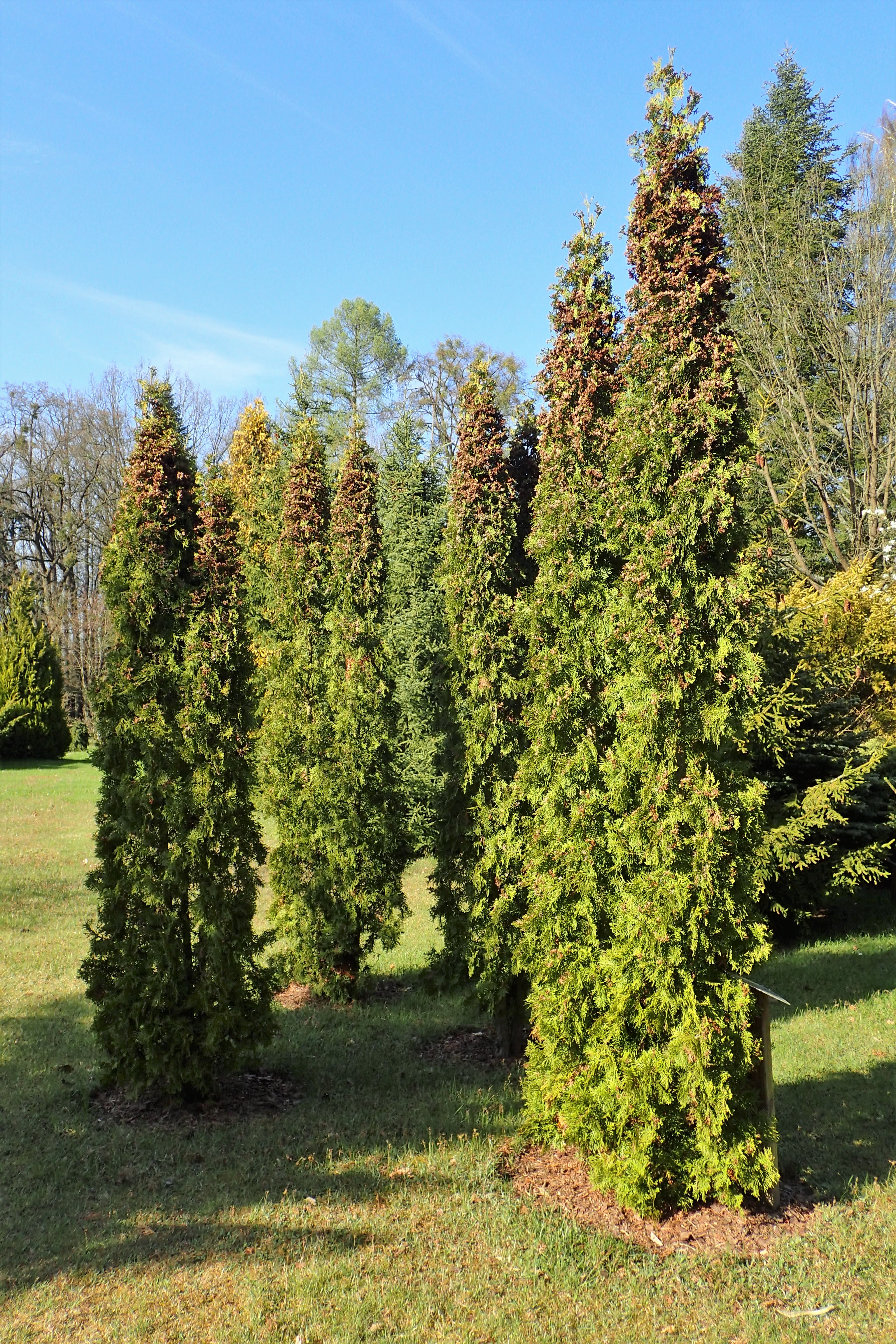
Barnult csúcsú példányok a wirtyi arborétumban (Lengyelország)

A malonyai tuja (Thuja occidentalis ’Malonyana’) a nyugati tuja (Thuja occidentalis) egyik magyar vonatkozású fajtája. Jellemzője a nagyon karcsú, oszlopos, tömött, ciprusszerű megjelenés, ami mutatóssá teszi. Sok helyen elterjedt dísznövény.
Korábbi tudományos nevei: Thuja occidentalis var. pyramidalis f. malonyana Schn. [Schneider] (1913) 281., Thuja occidentalis malonyana, Thuja malonyana.

## Története
Ambrózy-Migazzi István malonyai kastélyparkjában szelektálták valamikor a 20. század elején, 1913-ban már biztosan ismerték, később vált világszerte is ismertté.
1925-ben ültették az első példányt a Szarvasi Arborétumba, ahol aztán tömegesen szaporítani kezdték, s ennek köszönhetően terjedt el ezután Magyarországon.

## Jellemzői
Karcsú, keskeny oszlop alakú, tömött, mutatós fa. Általában 4–8 m magasra nő, de a 12–15 méteres magasságot is elérheti, közben lombkoronaoszlopának átmérője 1 m-nél nem nagyobb. Alakját később is megtartja, és megfelelő környezetben a lombozata sem kopaszodik fel. Lombkoronájának csúcsa lekerekedő, nem hegyes. Ritkán több törzset is növeszt, amik szorosan egymás mellett állnak; ekkor is tartja karcsú oszlopos formáját, alig szélesedik ki. Fiatal korában hajtásrendszere még ritkás, később válik sűrűvé. Oldalágai barna színűek, rövidek, erősek, sűrűn elágaznak, az ágacskák lapítottak, kanalasan behajlanak, legyezőszerűen végződnek el. A virágok az ágacskák végein fejlődnek. Pikkelylevelei világoszöld-zöld színűek, mirigyesek. Sűrű lombozata sötét tónusú fényeszöld, a téli időszakokra rendszerint kissé megbarnul.
A magyarországi teleket bírja, se a hóborítás, se a fagy nem károsítja. A csapadékosabb, párásabb területeket jobban kedveli. A talaj- és éghajlati igényeiben nem különbözik a faj (azaz a nyugati tuja) igényeitől.

## Felhasználása
Dísznövény. Nyírás nélkül is megőrzi alakját. Alkalmas kertek, parkok szoliter növényének egyedül vagy kisebb csoportokban, de gyakran telepítik őket sűrű sorba térzáró növényfalnak, sövénynek. Kisebb korukban vödörbe, vagy edénybe ültetve alkalmi díszként is előfordulnak.

## Képek
|  |  |